# Vojtěch Šíp
Vojtěch Šíp, křtěný Vojtěch (10. června 1885 Plzeň – 3. května 1931 Plzeň) byl český sochař první třetiny 20. století.

## Život
Vojtěch Šíp se narodil v Plzni v rodině kameníka Františka Šípa a jeho ženy Kateřiny rodem Ulčové z Útušic. Po absolvování základního vzdělání pokračoval v otcových šlépějích a šel se vyučit kameníkem na odbornou sochařskou školu do Hořic. Následně odešel do Prahy, kde studoval na Akademii výtvarných umění v Praze u prof. Josefa Václava Myslbeka. Po dokončení studií působil zvláště v Plzni a okolí.
Sochař Vojtěch Šíp zemřel v Plzni v květnu roku 1931 v důsledku chronického srdečního onemocnění a následně byly jeho ostatky zpopelněny v Plzeňském krematoriu a poté byl pochován na plzeňském Ústředním hřbitově, oddělení 19.

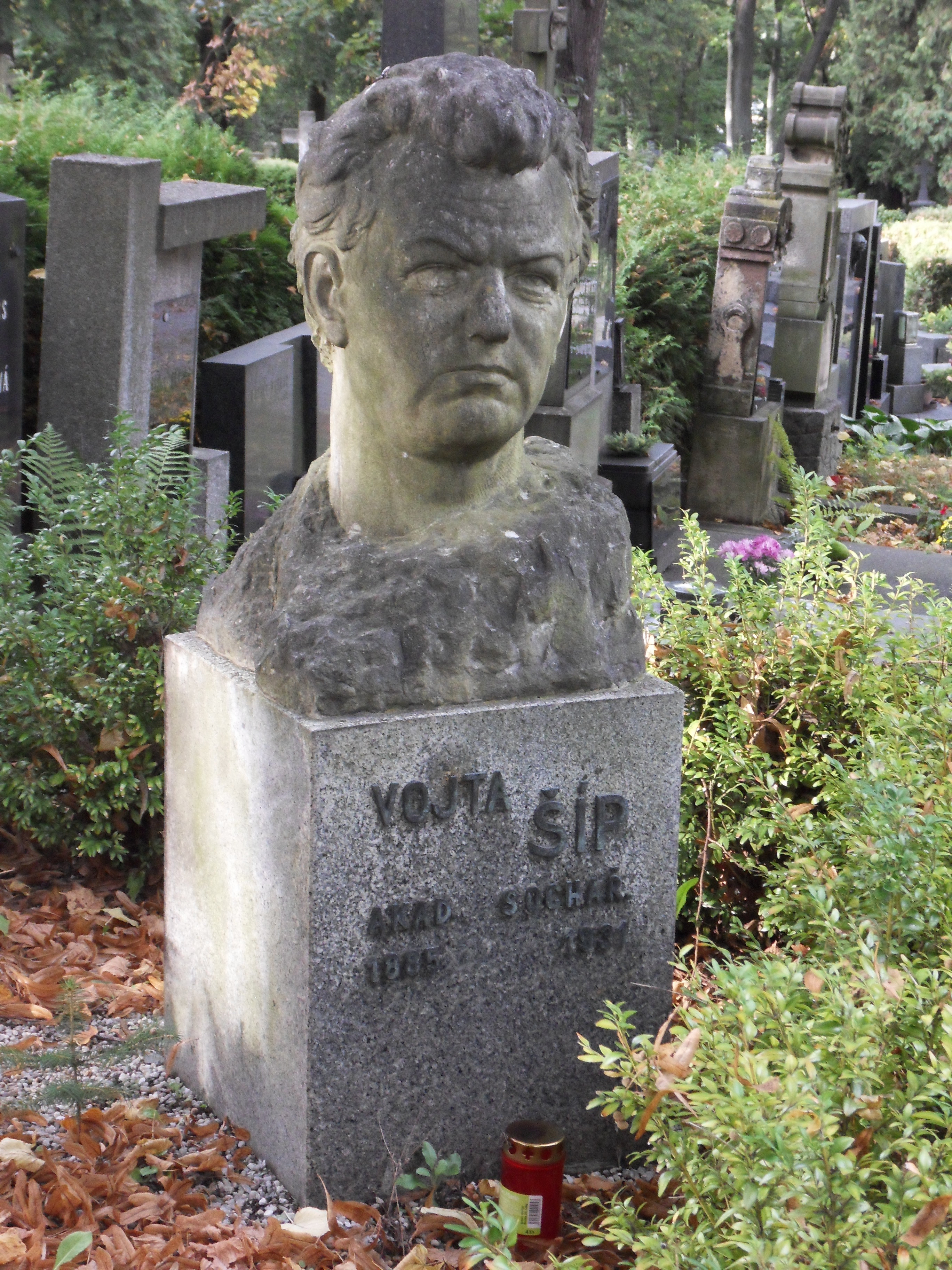
Náhrobek Vojtěcha Šípa na Ústředním hřbitově v Plzni

## Dílo
- reliéfy na domech v Dřevěné ul. č. 8, Klatovské tř. č. 132 v Plzni
- výzdoba budovy Obchodní akademie v Plzni
- výzdoba kostela redemptoristů na Chodském nám. v Plzni
- pomník S. Vodičky v Lobzích, V. Střízka na hřbitově ve Skvrňanech, pomník padlým v Radčicích (v Plzni)
- pomník J. K. Tyla (dříve umístěn v Lochotínském parku, dnes na Mikulášském nám.) v Plzni
- pomník T. G. Masaryka v Líních, Přešticích, Nepomuku
- pomník Jana Husa v Radnicích (1920) a Vejprnicích (1927)
- pomník padlým na náměstí ve Spáleném Poříčí (1923)
- busta F. L. Čelakovského ve Strakonicích
- ideový autor loga "Okřídlený šíp" Škody Plzeň